# Pseudotanais (Pseudotanais) vitjazi
Pseudotanais (Pseudotanais) vitjazi is een naaldkreeftjessoort uit de familie van de Pseudotanaidae. De wetenschappelijke naam van de soort is voor het eerst geldig gepubliceerd in 1966 door Kudinova-Pasternak.